# Ulricehamn
För andra betydelser, se Ulricehamn (olika betydelser).
Ulricehamn (tidigare Bogesund) är en tätort i Västergötland och centralort i Ulricehamns kommun, Västra Götalands län.
Ulricehamn är beläget på sluttningarna kring ån Ätrans utlopp i sjön Åsunden. Orten ligger cirka 36 kilometer öster om Borås och cirka 49 kilometer väster om Jönköping. Vid Ulricehamn går en motorväg som är en del av Riksväg 40.

## Historia
| \| \| \| |  |
| Till vänster Bogesund från ca år 1700 i Svecia Antiqua et Hodierna. Till höger Ulricehamn 1782. På bägge kan man tydligt se kyrkan. |  |
| |  |

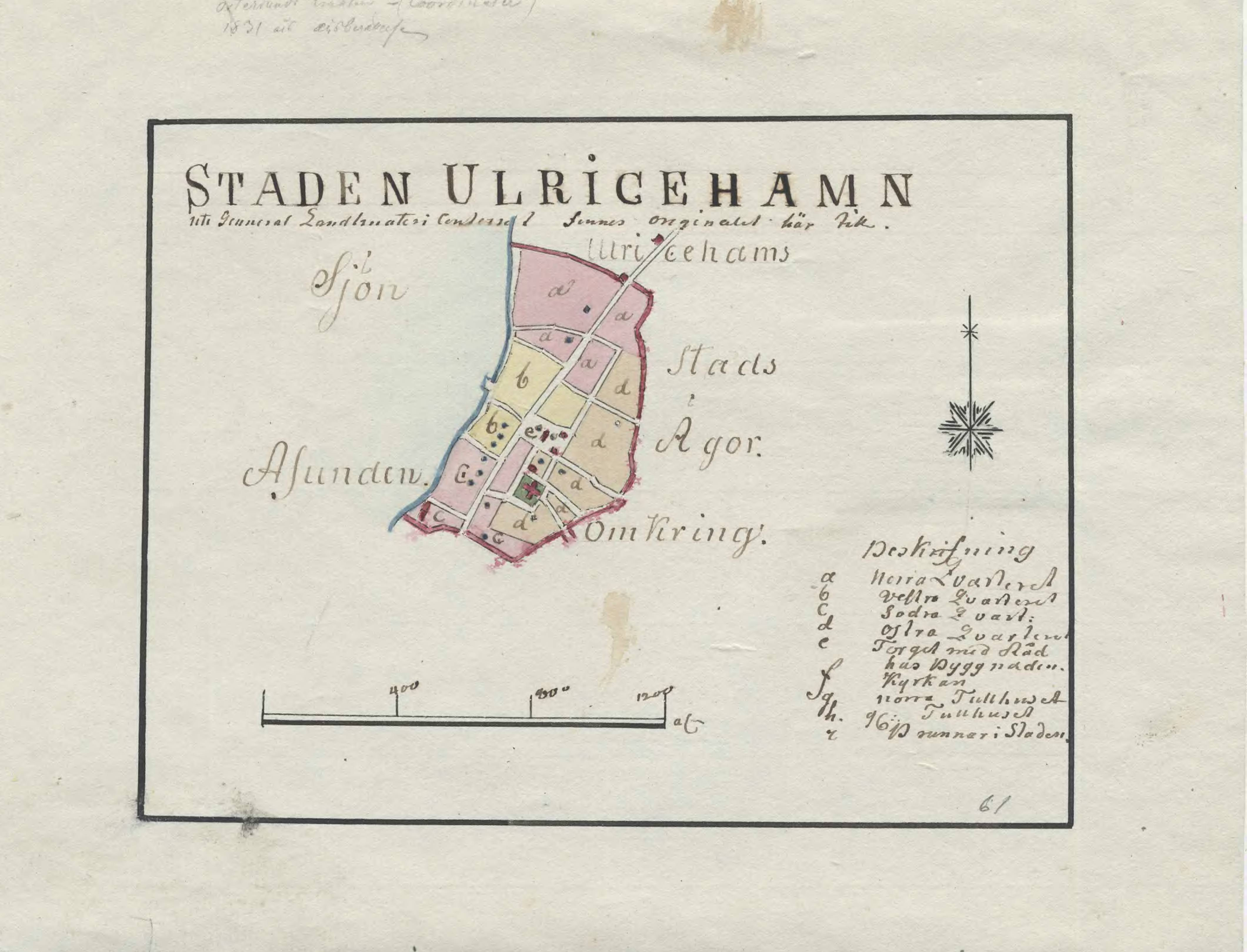
Karta över Ulricehamn från 1790-talet

Ulricehamnstrakten har varit bebodd sedan stenåldern och här har gjorts ett cirka 10 000 år gammalt skelettfynd, Bredgårdsmannen i Marbäck. Staden, som har anor från medeltiden, hette tidigare Bogesund och finns omnämnd i skrift 1307 i Erikskrönikan. 1385 omtalas i ett köpebrev en Claws Satlamester ij Bawosund, sadelmakare var hantverkare som hörde hemma i städer på den tiden.
År 1520 stod slaget på Åsundens is utanför staden vid Skottek då danskarna med Kristian II besegrade Sten Sture den yngre. Den ridväg som gick från Halland utmed Ätran in i landet, kallad Ätrastigen eller Redvägen, passerade också Ulricehamn. Delar av stadens gågata, Storgatan, följer samma sträckning som den ursprungliga vägen. Denna ridväg har även givit namn åt Redvägs härad, som omger Ulricehamn och är en del av Sjuhäradsbygden.
Bogesund bytte namn 1741 till Ulricehamn efter drottning Ulrika Eleonora. 
Staden drabbades även av brand och vid stadsbranden den 9 februari 1788 ödelades större delen av stadens centrum. 

### Administrativa tillhörigheter
Ulricehamns stad ombildades vid kommunreformen 1862 till en stadskommun. 1938 införlivades Brunns socken/landskommun och Vists socken/landskommun och ortens bebyggelse utgjorde därefter bara en mindre del av stadskommunens yta. 1971 uppgick Ulricehamns stad i Ulricehamns kommun med Ulricehamn som centralort.
I kyrkligt hänseende har orten alltid hört till Ulricehamns församling.
Orten ingick till 1948 i domkretsen för Ulricehamns rådhusrätt och ingick därefter till 1971 i Kinds och Redvägs tingslag. Från 1971 till 1996 ingick Ulricehamn i Sjuhäradsbygdens domsaga och orten ingår sedan 1996 i Borås domkrets.

### Befolkningsutveckling[12]
| Befolkningsutvecklingen i Ulricehamn 1960–2020 | Befolkningsutvecklingen i Ulricehamn 1960–2020 | Befolkningsutvecklingen i Ulricehamn 1960–2020 | Befolkningsutvecklingen i Ulricehamn 1960–2020 | Befolkningsutvecklingen i Ulricehamn 1960–2020 |
| ---------------------------------------------- | ---------------------------------------------- | ---------------------------------------------- | ---------------------------------------------- | ---------------------------------------------- |
|                                                |                                                |                                                |                                                |                                                |
| År                                             |                                                |                                                | Folkmängd                                      | Areal (ha)                                     |
| 1960                                           | 1960                                           |                                                | 7 022                                          |                                                |
| 1965                                           | 1965                                           |                                                | 7 679                                          |                                                |
| 1970                                           | 1970                                           |                                                | 7 699                                          |                                                |
| 1975                                           | 1975                                           |                                                | 7 827                                          |                                                |
| 1980                                           | 1980                                           |                                                | 8 056                                          |                                                |
| 1990                                           | 1990                                           |                                                | 8 772                                          | 591                                            |
| 1995                                           | 1995                                           |                                                | 9 166                                          | 609                                            |
| 2000                                           | 2000                                           |                                                | 9 065                                          | 608                                            |
| 2005                                           | 2005                                           |                                                | 9 250                                          | 609                                            |
| 2010                                           | 2010                                           |                                                | 9 787                                          | 623                                            |
| 2015                                           | 2015                                           |                                                | 10 629                                         | 745                                            |
| 2020                                           | 2020                                           |                                                | 11 410                                         | 771                                            |
|                                                |                                                |                                                |                                                |                                                |

## Kända byggnader
- Ulricehamns kyrka från 1400-talet
- Ulricehamns rådhus från 1790
- Ulricehamns järnvägsstation från 1906
- Ulricehamns stadshus från 1957
- Ulricehamns sanatorium (rivet)

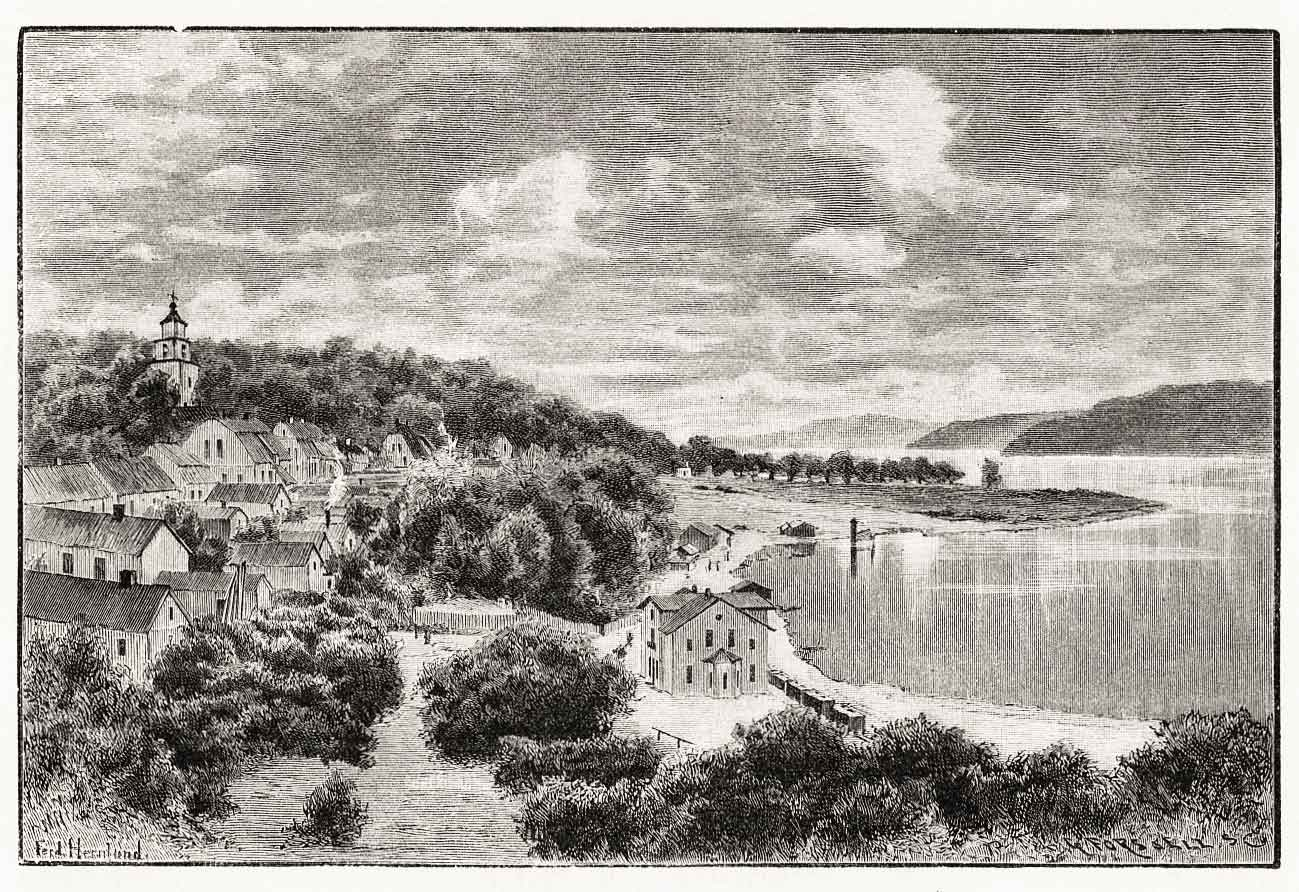
Ulricehamn på xylografi från 1888 av G. Forsell efter en målning av Carl Ferdinand Hernlund.
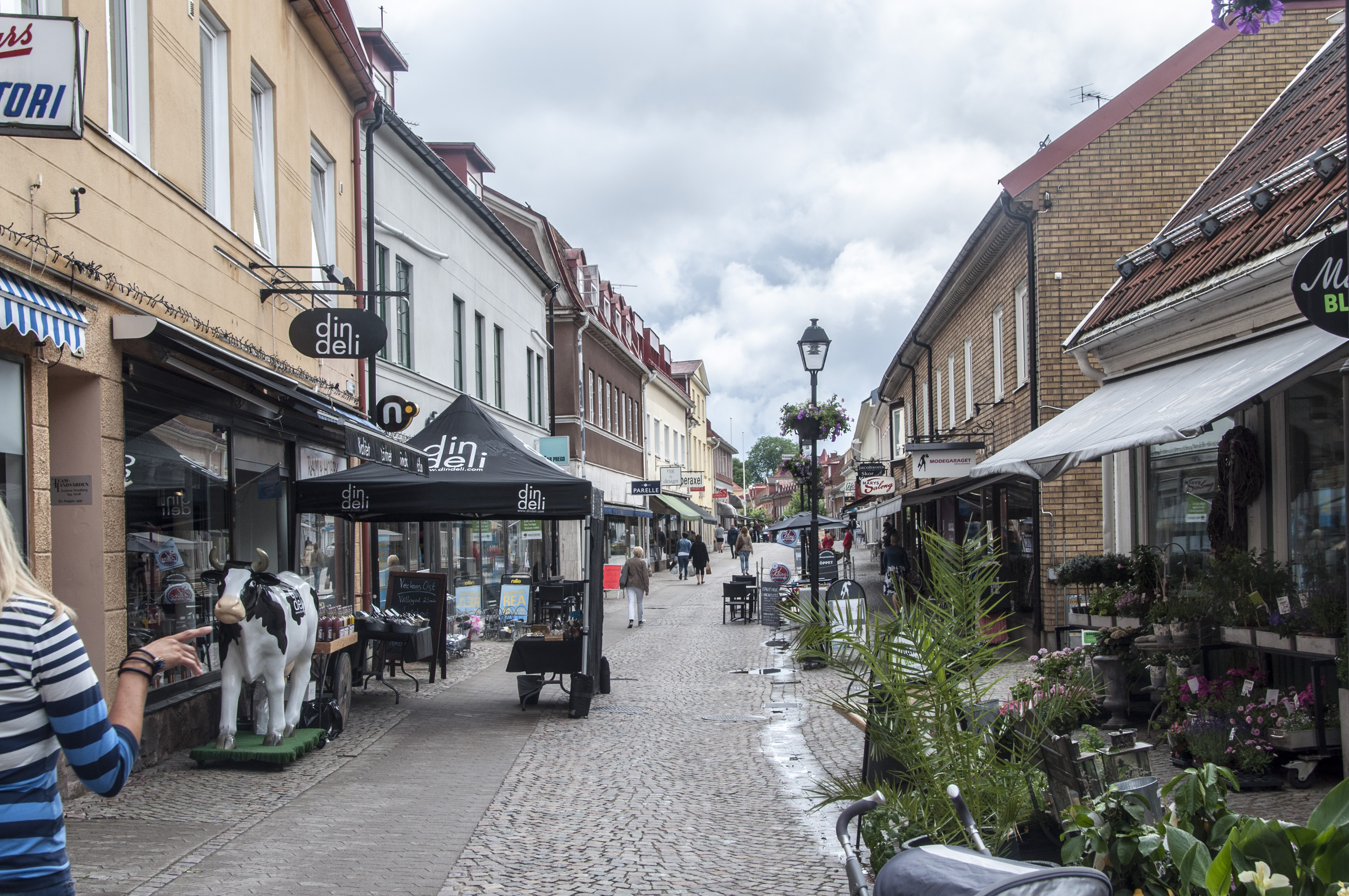
Storgatan i Ulricehamn
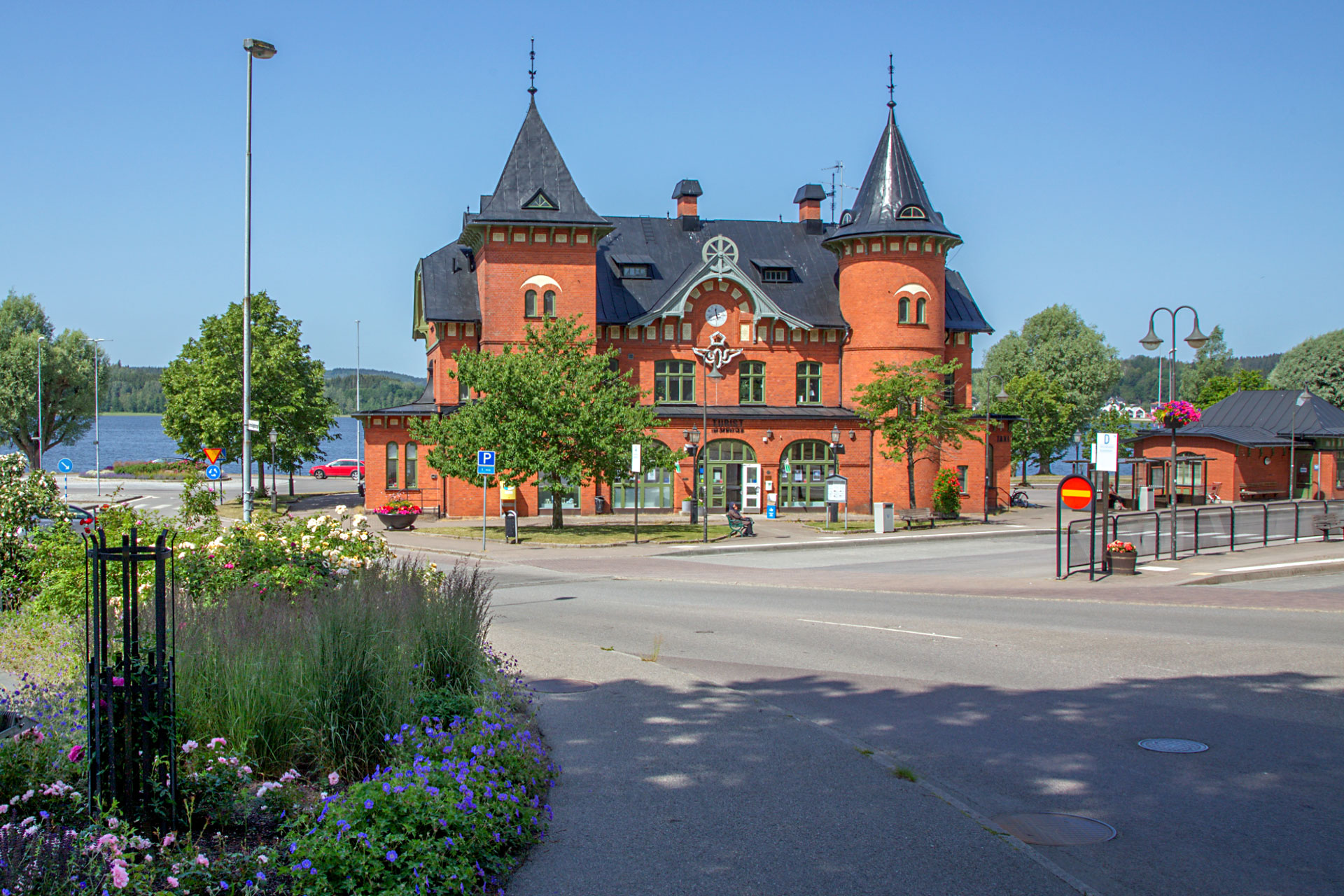
Ulricehamns järnvägsstation, 2019. Spåren revs upp 1991.

## Näringsliv
Större företag i kommunen:
- Emballator Ulricehamns Bleck AB, 155 anställda (dec 2011)[14]
- Precomp Solutions AB, 133 anställda (dec 2011)[15]
- B&B TOOLS Supply Chain AB, 120 anställda (2010-02-08)[16]
- IRO AB, Garnmatare för textilindustrin, 104 anställda (dec 2015)[17]
- AP&T AB, utrustning för metallformning, 191 anställda (2015-06-22)[18]
- Weland Stål AB, 101 anställda (juni-2011)[19]

### Bankväsende

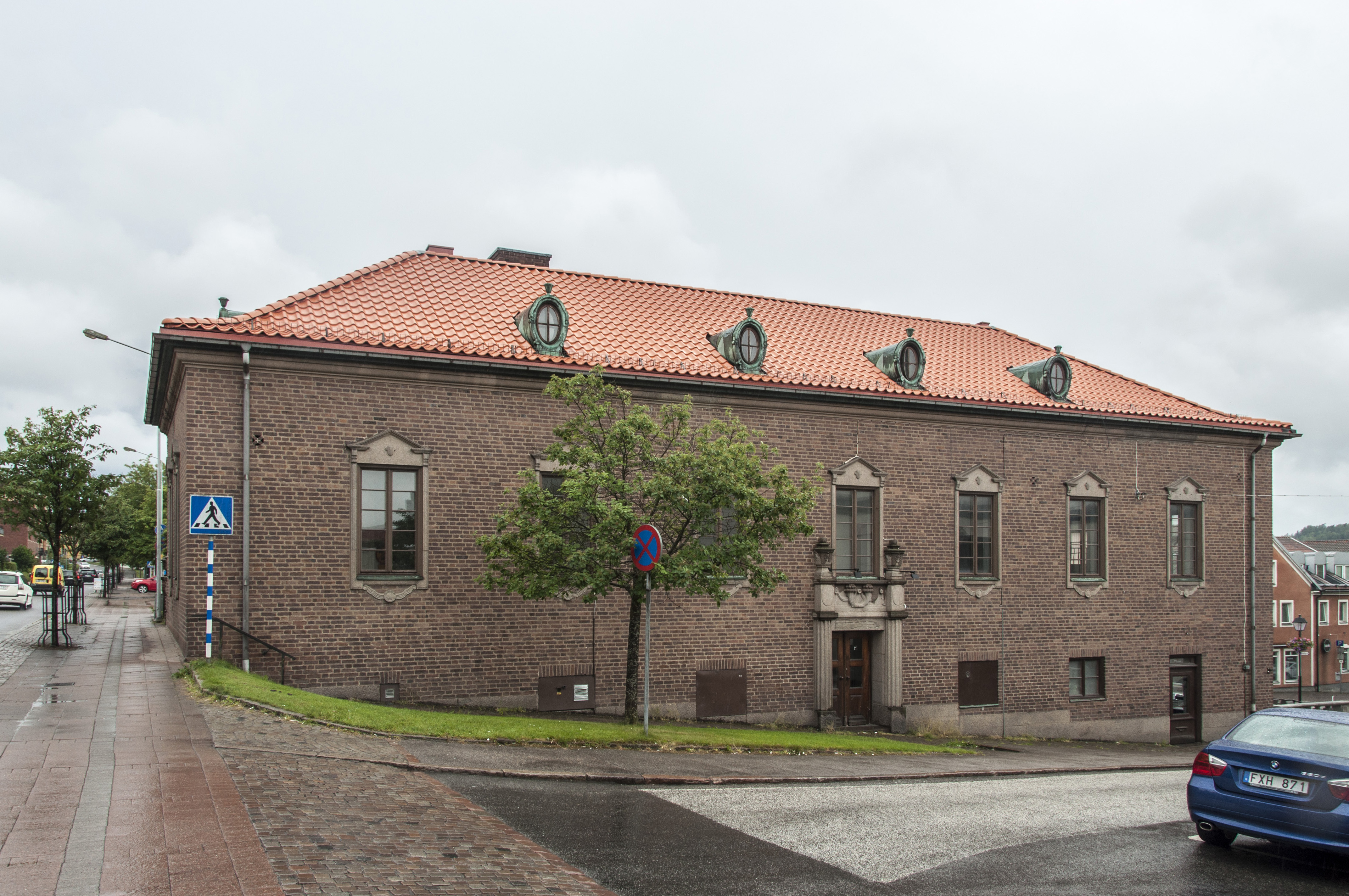
Gamla sparbankshuset, numera pizzeria.

Ulricehamns Sparbank grundades 1853 och ombildades 1879 till en folkbank, Ulricehamns folkbank. Efter att folkbanken ställts under utredning 1890 bildades en ny sparbank, Ulricehamns stads och Redvägs härads sparbank, som senare tog den gamla sparbankens namn. Den är alltjämt en fristående sparbank.
Den år 1864 grundade Enskilda banken i Venersborg hade tidigt kontor i Ulricehamn. Även Borås enskilda bank hade kontor i Ulricehamn åtminstone från 1870-talet, som dock drogs in år 1890 varefter Venersborgsbanken åter var ensam affärsbank på orten en tid. I januari 1906 öppnades ett kontor av Jönköpings handelsbank som snart kom att uppgå i Göteborgs handelsbank. I december 1918 fick Borås bank tillstånd att öppna kontor i Ulricehamn. Borås bank övertogs 1942 av Skandinaviska banken som år 1949 även övertog Göteborgs handelsbank.
SEB och Handelsbanken har alltjämt kontor i Ulricehamn jämte sparbanken.

## Utbildning
- Tingsholmsgymnasiet[26]
- Bogesundsskolan
- Ulrikaskolan
- Stenbocksskolan
- Montessoriskolan Lindängen [27]

## Idrott och friluftsliv
Strax norr om staden ligger skid- och cykelanläggningen Ski Bike Hike. Under vinterhalvåret erbjuds en skidanläggning med flera nedfarter och restaurang i backen. Under vår till sen höst agerar anläggningen som ett cykelpark med äventyrliga cykelleder och downhill-cykling.
Ulricehamn arrangerade världscupen i längdåkning på Lassalyckan i januari 2017 såväl som 2019, vilken är tänkt att återkomma vartannat år.
Ulricaparken invigdes i slutet av maj år 2014. Lekplatsen finns i Ulricehamn bara några meter från sjön Åsunden. Stadens största lekplats har aktiviteter för både stora och små. Här finns bland annat gungor, linbana, hinderbana, klätternät samt rutschkanor. 

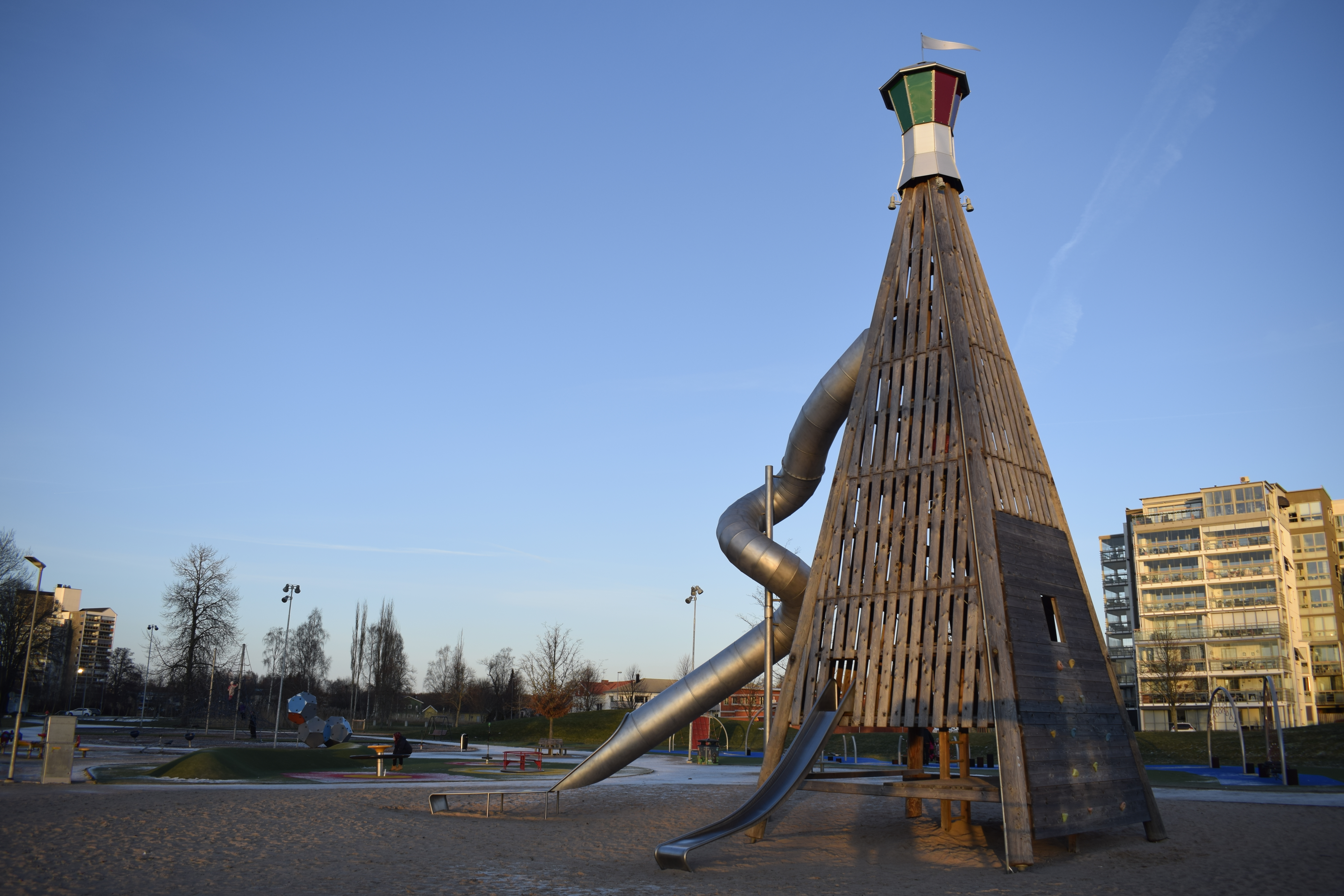
Ulricaparken Ulricehamn

## Kända personer
| - Pelle Andersson, författare, musiker - Ann Margret Dahlquist-Ljungberg, författare, konstnär - Hanna Falk, längdskidåkare - Nadim Ghazale, polis och samhällsdebattör - Olof Grafström, musiker, konstnär - Lars-Erik Holgersson, musiker - Jenny Johansson, orienterare - Sebastian Johansson, fotbollsspelare - Günther Koerffer, konditor - Christoffer Lindhe, simmare - Lukas Meijer, sångare | - Lise Nordin, politiker - Fredrik Ohlsson, skådespelare - Birgit Th. Sparre, författare vars romansvit Gårdarna runt sjön utspelar sig i Ulricehamnsbygden - Helena Stålnert, journalist - Pia Sundhage, fotbollstränare, fd spelare - Oskar Svärd, längdskidåkare - Marcos Ubeda, låtskrivare - Annika Åhnberg, politiker - Gull Åkerblom, författare - Erik Öhlund, orienterare |

## Galleri

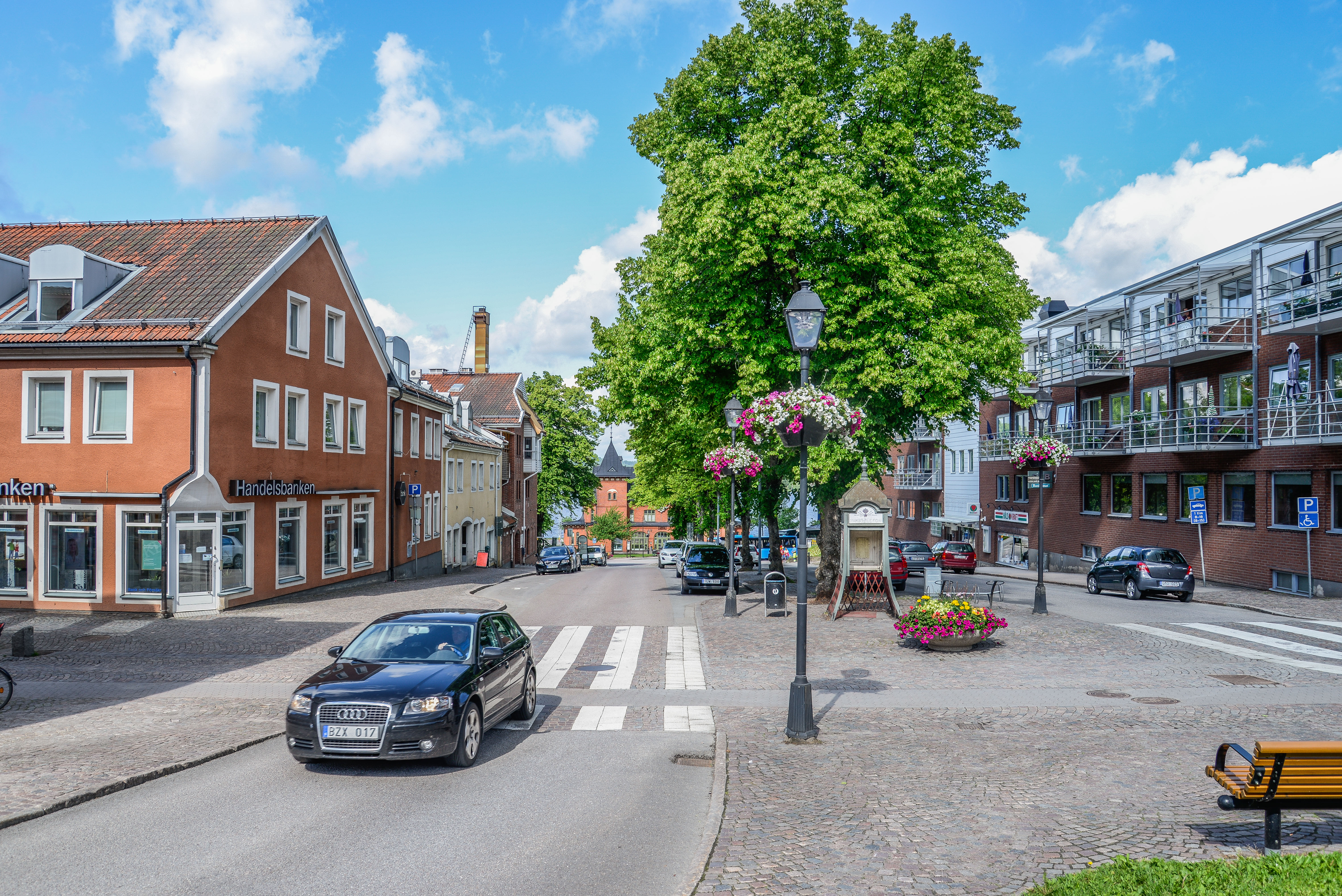
Järnvägstorget.
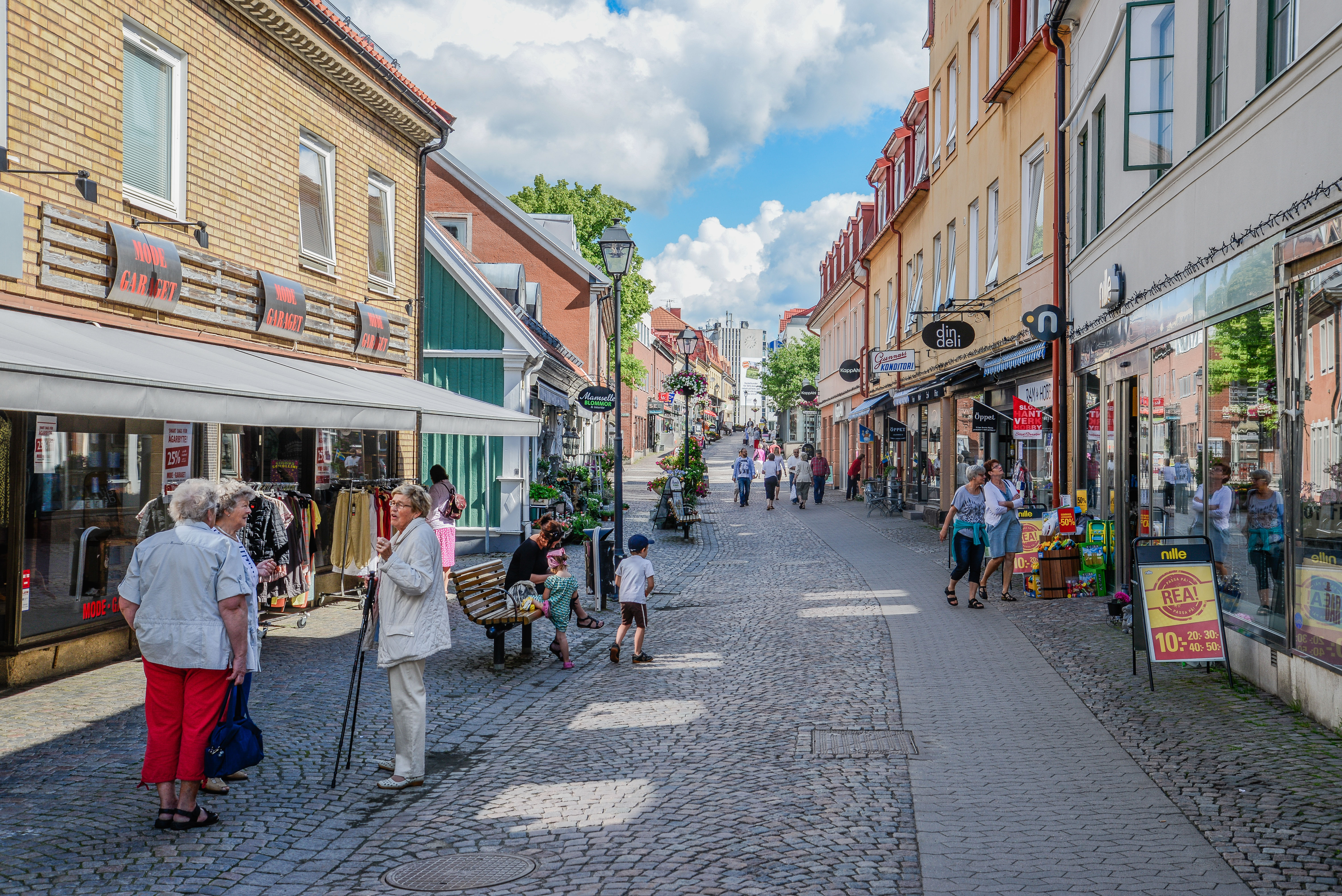
Storgatan norrut.
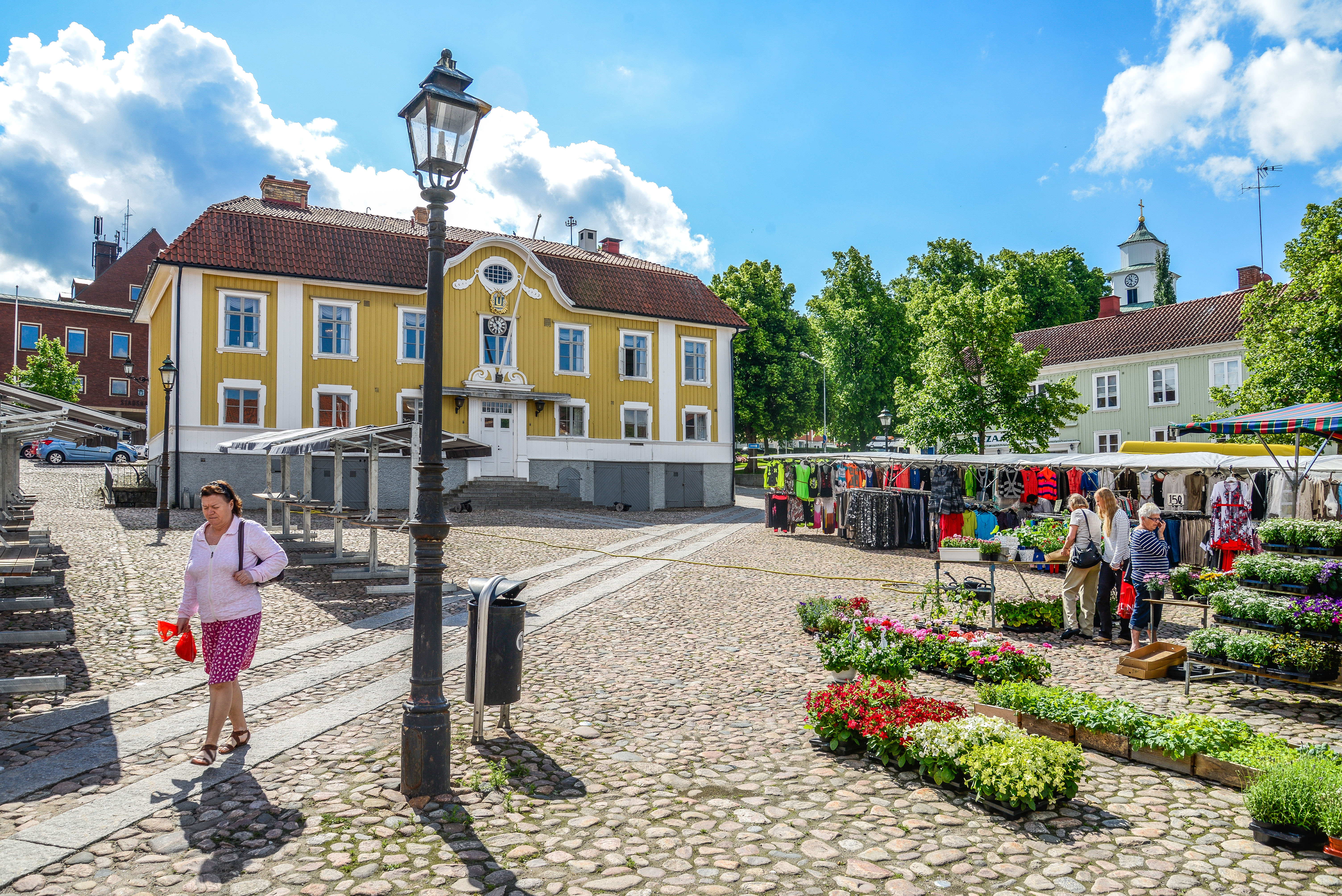
Stora torget och rådhuset.
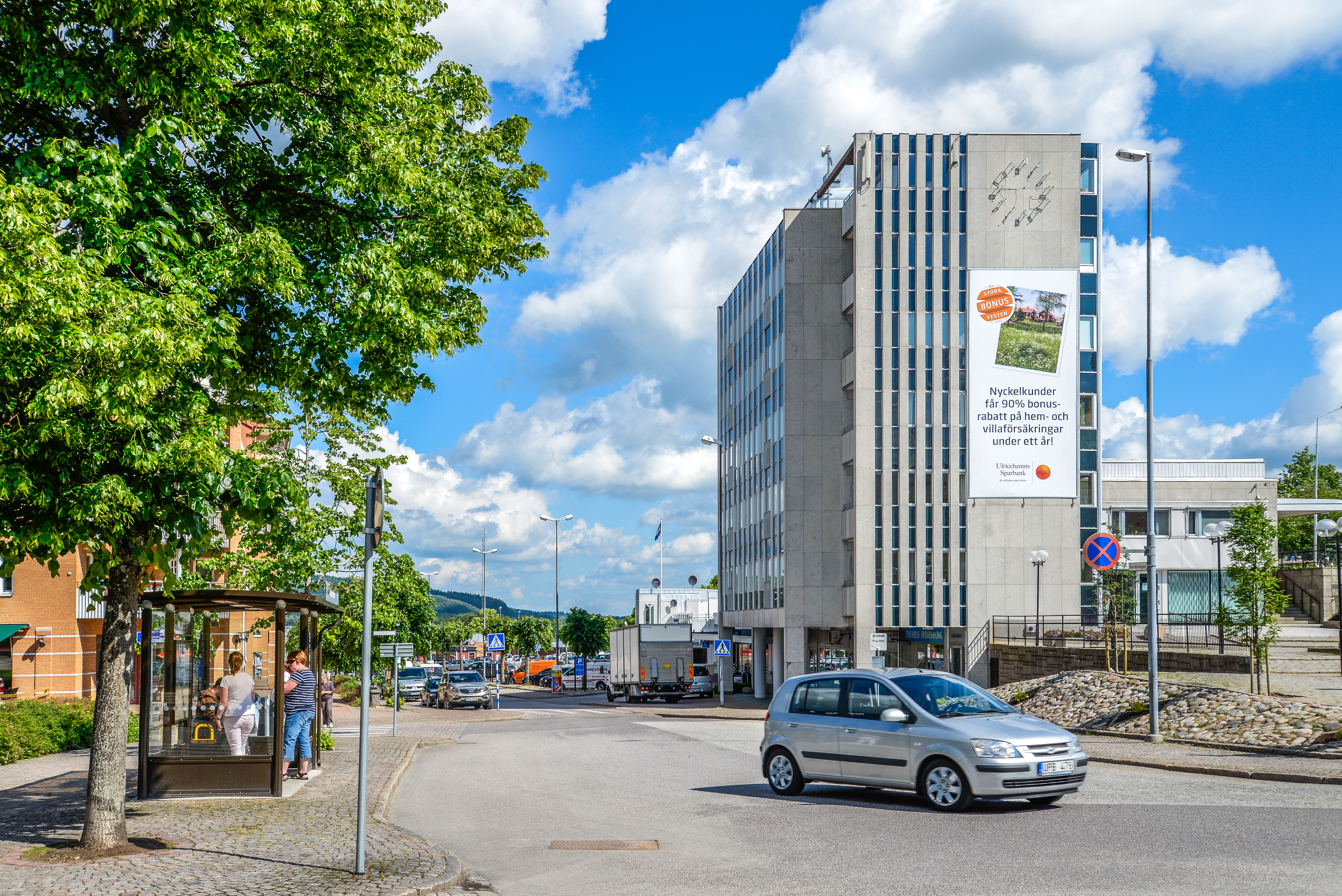
Lilla torget och Ulricehamns Sparbank.